# 総合研究大学院大学の人物一覧
総合研究大学院大学の人物一覧は総合研究大学院大学に関係する人物の一覧記事。

## 教員
- 高畑尚之（遺伝学者、元学長[1]）
- 小平桂一（名誉教授、元学長（2008年3月末で退職[2]））
- 池内了（天文学者、先導科学研究科生命共生体進化学専攻教授（兼担）[3]、国立大学法人総合研究大学院大学理事、葉山高等研究センター長[1]）
- 石毛直道（名誉教授）
- 伊藤栄明（名誉教授）
- 伊藤光男（名誉教授）
- 岩崎博（名誉教授）
- 桑島邦博（名誉教授）
- 小林誠（名誉教授）
- 佐々木高明（名誉教授）
- 佐藤夏雄（名誉教授）
- 梅棹忠夫（名誉教授）
- 松原正毅（名誉教授）
- 山折哲雄（名誉教授）
- 白石太一郎（名誉教授）
- 大森康宏（名誉教授）
- 赤池弘次（名誉教授）
- 古在由秀（名誉教授）
- 小山修三（名誉教授）
- 佐藤哲也（名誉教授）
- 五條堀孝（生命科学研究科遺伝学専攻教授）
- 末松安晴（名誉教授）
- 長谷川眞理子（学長、先導科学研究科生命共生体進化学専攻教授）
- 斎藤成也（生命科学研究科遺伝学専攻教授）
- 今西祐一郎（文化科学研究科日本文学研究専攻教授）
- 印東道子（名誉教授）
- 吉田憲司（文化科学研究科比較文化学専攻教授）
- 速水謙（複合科学研究科情報学専攻教授）
- 中村隆（数物科学研究科統計科学専攻教授）
- 神作研一（先端学術院日本文学研究コース教授）
- 黒須正明（文化科学研究科メディア社会文化専攻教授）
- 鈴木貞美（文化科学研究科国際日本専攻教授）
- 藤井理行（名誉教授）
- 山田奨治（文化科学研究科国際日本研究専攻准教授）
- 渡部潤一（物理科学研究科天文科学専攻准教授）
- 渡邉興亞（名誉教授）
- 岸上伸啓（文化科学研究科比較文化学専攻教授）

## OB・OG

### 研究者・学者
- 岩井茂樹 - 大阪大学教授
- 梅田英春 - 静岡文化芸術大学教授、ガムラン奏者
- 内海洋輔 - スタンフォード大学研究員
- 大橋崇行 - 成蹊大学准教授、ライトノベル作家
- 大向一輝 - 東京大学准教授
- 岡田浩樹 - 神戸大学教授
- 尾崎美和子 - 早稲田大学教授、日本女性科学者の会副会長
- 風間計博 - 京都大学教授
- 川越至桜 - 東京大学准教授
- 白川千尋 - 大阪大学教授
- 関根久雄 - 筑波大学教授
- 土佐桂子 - 東京外国語大学教授
- 新倉弘倫 - 早稲田大学教授、日本学術振興会賞
- 原雄二 - 静岡県立大学教授
- 布施哲治 - 天文学者、大学共同利用機関法人自然科学研究機構国立天文台ハワイ観測所Sr. Research/Public Relations Coordinator[4]）
- 望月俊男 - 専修大学ネットワーク情報学部准教授
- 井上優貴 - 物理学者。国立中央大学物理系准教授。

### その他
- 秋篠宮文仁親王（博士号取得、総合研究大学院大学葉山高等研究センター特任研究員[5]）
- 三輪光雄（博士号取得、東北大学教授、日本民俗学会会長）
- 飯沼邦彦（元SBI生命保険社長、元SBIインシュアランスグループ副会長、SBI大学院大学客員教授）